# Aldrich Ames
Aldrich Hazen Ames (River Falls, 26 giugno 1941) è un ex agente segreto statunitense.

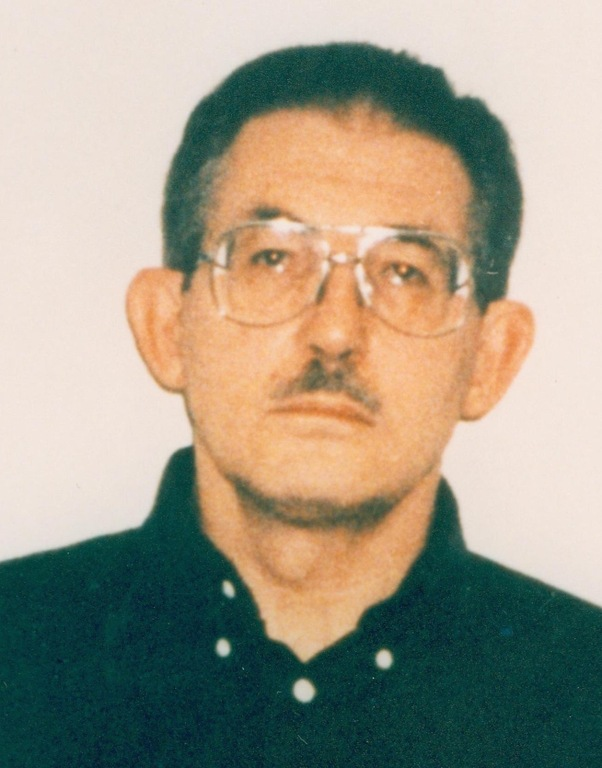
Aldrich Ames

Ex appartenente alla CIA, agenzia in cui svolgeva ruoli di controspionaggio e di analista, venne incriminato nel 1994 per spionaggio a favore dell'Unione Sovietica e della Russia.

## Biografia
Ames cominciò a lavorare per la CIA nel 1962 con mansioni di basso livello. In seguito si laureò e avanzò nella gerarchia, lavorando nella Records Integration Division dell'Operations Directorate. Nel 1969, al suo primo incarico come agente operativo, fu distaccato ad Ankara, in Turchia, con la missione di individuare agenti dell'intelligence sovietica da reclutare. La sua collaborazione con l'Unione Sovietica cominciò, invece, nel 1985, anno in cui si recò per la prima volta presso l'ambasciata sovietica a Washington per offrire ai sovietici informazioni riservate in cambio di denaro.
Ames era assegnato alla divisione europea del controspionaggio della CIA, ed era responsabile della direzione dell'analisi delle operazioni di intelligence sovietiche. Ricoprendo tale ruolo aveva accesso alle identità delle fonti americane nel KGB e nell'esercito sovietico. Le informazioni che Ames rivelò compromisero almeno 100 operazioni di intelligence statunitensi e portarono all'esecuzione di almeno 10 fonti americane. Infatti egli rivelò ai sovietici i nomi di quasi tutti gli agenti americani che operavano nell'URSS.
In cambio, i sovietici ricompensarono Ames con una cifra stimata in circa 2,5 milioni di dollari, facendo sì che egli e sua moglie Rosario, di origini colombiane, godessero di un tenore di vita superiore alla norma degli agenti della CIA. Ames, che aveva problemi di alcolismo, non aveva simpatie ideologiche per l'URSS. Prima della sua cattura, fu incaricato di preparare un rapporto sugli errori commessi da un altro agente, Jonathan Pollard, e si ritiene che egli sfruttò l'occasione per accusare Pollard di aver smascherato gli agenti e le fonti della CIA nell'USSR.

### Alcuni tradimenti
- Vitalij Jurčenko era un agente del KGB operante nel Quinto dipartimento del Direttorato K. Egli espatriò negli Stati Uniti e fornì delle informazioni, per poi ricongiungersi ai Sovietici. Ames ottenne per primo le informazioni che Jurčenko rivelò alla CIA, e le comunicò prontamente al KGB, ciò comportò per i Sovietici la possibilità di rimediare alla fuga di notizie (Čerkašin 219).

- Il colonnello Oleg Gordievskij era il capo della rezidentura (l'ambasciata sovietica) a Londra. Egli agiva anche per conto del SIS. Ames rivelò informazioni su Gordievskij che lo identificarono come traditore (Čerkašin 179-180), ad ogni modo il SIS riuscì successivamente a salvarlo.

- Valery Martynov era un agente della Line X presso la rezidentura di Washington. Nonostante i Sovietici sospettassero l'esistenza di una talpa della CIA presso la rezidentura di Washington, questa non era mai stata identificata. Ames rivelò delle informazioni che portarono all'arresto di Martynov e alla sua esecuzione (Čerkašin 187).

- Il maggiore Sergei Motorin era un agente della Line PR presso la rezidentura di Washington. Egli fu la seconda delle due talpe della rezidentura ad essere tradite da Ames (Čerkašin 187).

- Il colonnello Leonid Polishchuk era un agente della Line KR in Nigeria. Anch'egli fu tradito da Ames. Il suo arresto fu attribuito ad un caso: degli agenti del KGB notarono un agente della CIA riempire un dead drop. Dopo un po', Polishchuk fu visto prelevarne il contenuto (Čerkašin 191-192).

### La risposta della CIA
A partire dal 1985, la rete di fonti sovietiche della CIA cominciò a scomparire ad una velocità allarmante. La CIA notò che c'era qualcosa che non andava, ma era riluttante a riconoscere che nell'agenzia ci fosse una talpa. La CIA infatti era l'unica agenzia di intelligence occidentale che non era mai risultata infiltrata dal KGB. Dunque le prime indagini si focalizzarono sull'ipotesi di una fuga di informazioni dovuta a cimici sovietiche o ad un codice di criptazione che fosse stato decrittato. Nel 1990, la CIA aveva la certezza dell'esistenza di una falla nella sicurezza, ma non ne capiva la fonte. Il reclutamento di nuovi agenti sovietici venne interrotto quasi del tutto. 
A posteriori la CIA fu oggetto di dure critiche per non essersi concentrata tempestivamente su Ames, anche in ragione del netto e improvviso miglioramento del suo tenore di vita. È stato ipotizzato che le indagini sulla falla nella sicurezza furono scoraggiate alla fine degli anni ottanta, periodo in cui la CIA vacillava per via dell'affaire Iran-Contra, cercando in ogni modo di evitare un'ulteriore plateale gaffe. Secondo un'altra ricostruzione la CIA temeva di ricreare il clima di tensione interno generato dal brillante, seppur estremamente paranoico James Angleton, il cui convincimento ossessivo che la CIA fosse piena di doppi agenti che lavoravano per l'URSS aveva compromesso le operazioni dell'agenzia negli anni settanta. 
Nel 1986, ed una seconda volta nel 1991, Ames superò senza problemi due test della macchina della verità. Ai tempi del primo spiava per l'URSS e del secondo per la Russia. Per via dell'incapacità della CIA di individuare la falla, e per timore che per tale motivo la divisione del controspionaggio non avrebbe operato in sicurezza, la CIA si rivolse all'FBI affinché questo si incaricasse delle indagini. L'FBI si concentrò ben presto su Ames, come uno dei principali sospetti, e lo mise sotto costante sorveglianza. 
Markus Wolf, allora direttore della divisione sulle intelligence estere della Stasi, ha scritto nelle sue memorie che Gardner Hathaway, allora direttore del controspionaggio della CIA ed ossessionato dal non aver identificato la talpa in Ames, lo contattò nel 1990 offrendogli plastica facciale, fiumi di denaro ed una nuova vita negli Stati Uniti se avesse disertato ed aiutato la CIA ad identificare la fonte della fuga di informazioni. Wolf ha aggiunto di aver declinato l'offerta in ragione del fatto che avrebbe compromesso delle talpe che egli stesso aveva posizionato e che non aveva sufficienti garanzie che la CIA non lo avrebbe tradito.

### Arresto
Nel febbraio del 1994 Ames doveva recarsi a Mosca per lavoro, ma l'FBI temeva che egli avrebbe approfittato del viaggio per disertare. Ames e la moglie furono dunque arrestati il 21 febbraio 1994 dall'FBI con l'accusa di aver fornito informazioni strettamente riservate al KGB e all'organizzazione erede di questa, i servizi segreti russi. Il 22 febbraio 1994 Ames e la moglie furono formalmente accusati dal Dipartimento di giustizia statunitense di spiare per l'URSS. 
Ames rischiava la pena di morte poiché dal suo tradimento era derivata l'uccisione di diverse fonti della CIA. Egli fu invece condannato per patteggiamento all'ergastolo e sua moglie a 5 anni per i reati di cospirazione finalizzata allo spionaggio e per evasione fiscale. Si ritiene che la moglie, Rosario, viva oggi in Sud America. In base a quanto riferito dal Federal Bureau of Prisons, Ames è al momento detenuto nel Federal Correctional Institute di Allenwood, nello stato della Pennsylvania.

## Nei media
- Nel 1998 la storia di Ames è stata ricostruita nel film tv Aldrich Ames: Traitor Within, con Timothy Hutton nel ruolo di Ames.

- Ames compare tra i personaggi di un romanzo di Frederick Forsyth, Icona, edito nel 1997. In questo romanzo si narra di diversi agenti sovietici reclutati dagli Stati Uniti e da lui traditi.[2]